# Ureshino
Ureshino (em japonês: 嬉野市; romaniz.: Ureshino-shi) é uma cidade localizada na Prefeitura de Saga, situada na ilha de Kyushu, Japão. Sua área total é de 126 km². De acordo com o censo japonês, a cidade tinha uma população estimada em 26.349 habitantes no ano de 2018.
A moderna cidade de Ureshino se formou em 1º de janeiro de 2006, a partir da fusão do distrito de Ureshino e Shioda, no condado de Fujitsu.

## Demografia
De acordo com os dados do censo japonês, estes são os números estimados da população, nos anos de 1995 até 2018, conforme dados obtidos através do Departamento de Estatísticas do Japão (Statistics Bureau Japan) (1995 - 2015) e também da prefeitura de Saga (via uub.jp).
| 1995   | 2000   | 2005   | 2010   | 2015   | 2018   |
| ------ | ------ | ------ | ------ | ------ | ------ |
| 32.389 | 31.324 | 30.392 | 28.984 | 27.336 | 26.349 |

A redução da população, de 1995 a 2018, é estimada em 18,65%.
Outro dado destacado pelo censo, é o envelhecimento da população. De acordo com os dados do censo de 2015, a faixa de idade com maior número de pessoas é a de 60 e 69 anos, com 4533 pessoas.
| Distribuição de idade (2015) | Distribuição de idade (2015) |
| ---------------------------- | ---------------------------- |
| 0-9 anos                     | 2.170                        |
| 10-19 anos                   | 2.615                        |
| 20-29 anos                   | 2.161                        |
| 30-39 anos                   | 2.784                        |
| 40-49 anos                   | 2.995                        |
| 50-59 anos                   | 3.616                        |
| 60-69 anos                   | 4.533                        |
| 70-79 anos                   | 3.122                        |
| 80+ anos                     | 3.313                        |

## Clima
O clima na região é quente e temperado, com nível de chuva significativo ao longo do ano, mesmo nos meses mais secos. Janeiro é considerado o mês com menor quantidade de chuvas, cerca de 65 mm de média. Já o mês de julho é considerado o mais chuvoso, chegando a registrar uma média de 297 mm. A pluviosidade média anual gira em torno de 1807 mm.
A temperatura média anual é de 16,5 °C. Agosto é considerado o mês mais quente, com uma temperatura média de 28,1 °C, e janeiro é o mês mais frio, tendo uma média de 5,8 °C. De acordo com a classificação climática Köppen e Geiger, o clima naquela localidade é classificada como CFA (clima subtropical úmido).